# 1460年和解法令
《和解法令》（英語：Act of Accord）于1460年10月25日由英格蘭國會通过。根据该法令，亨利六世将终身保留王位，但约克公爵理查及其继承人将继承王位，排除亨利六世之子威斯敏斯特的爱德华的繼承權。亨利被迫同意了这项法令。
法案通过几天后（10月31日），议会授予约克威尔士亲王、切斯特伯爵、康沃尔公爵和英格兰护国公的头衔。
该法令不仅远未结束玫瑰战争，反而进一步分裂了整个王国。爱德华被剥夺了王位继承权，而王国内仍有大量兰开斯特派的支持者，王后安茹的玛格丽特不可接受该法案。在随后的1460年12月，兰开斯特派击败并杀死了约克（尽管该法令将杀死约克定为叛逆罪），但他们在1461年春被约克的儿子爱德华击败，后者成为国王爱德华四世。